# أمينة (مغنية)
أمينة (6 ديسمبر 1971 -)، مغنية وممثلة مصرية.من اب مصري وأم مغربية. درست في «معهد فنون مسرحية». تميزت بأداء الأغاني الشعبية واشتهرت بأغنية «الحنطور» بعام 2006، وقدمت ديو غنائي «مزة مصرية» مع المغني محمد السالم.

## أعمالها

### الألبومات
- 2009: على مين
- 2013: نفسي نبعد
- 2019: اللي راحو

### الأفلام
- 2006: قصة الحي الشعبي
- 2008: كباريه
- 2008: طباخ الريس
- 2009: مجنون أميرة
- 2009: أمير البحار
- 2009: ابقى قابلني
- 2012: حصل خير
- 2014: عنتر وبيسة
- 2016: بارتي في حارتي
- 2017: حليمو أسطورة الشواطئ
- 2018: الخروج عن النص

### المسلسلات
- 1998: نحن لا نزرع الشوك
- 2008: شريف ونص ج1
- 2008: جريمة على الساحل الشمالي
- 2009: هانم بنت باشا
- 2011: بنات شقية
- 2013: أهل الهوى
- 2015: مولد وصاحبه غايب
- 2017: الدخول في الممنوع

### المسلسلات الإذاعية
- 2012: فلول وطعمية

## الحياة الشخصية
تزوجت أمينة عام 2012 من رجل الأعمال علاء فتحي.

## روابط خارجية
- أمينة على موقع قاعدة بيانات الأفلام العربية
- أمينة على موقع ديسكوغز (الإنجليزية)